# Мировоззрение
Мировоззре́ние — система взглядов, оценок и образных представлений о мире и месте в нём человека, общее отношение человека к окружающей действительности и самому себе, а также обусловленные этими взглядами основные жизненные позиции людей, их убеждения, идеалы, принципы познания и деятельности, ценностные ориентации.
Мировоззрение придаёт деятельности человека организованный, осмысленный и целенаправленный характер. Какова позиция «Я», таково и восприятие мира, замечает Ж.-П. Сартр.

## История термина
Термин «мировоззрение» имеет немецкое происхождение — он впервые появляется в начале XVIII в. в работах немецких романтиков, а также у философа и теолога Фридриха Шлейермахера в трактате «Речи о религии». Этот термин (нем. Weltanschauung) использует Иммануил Кант, однако не отличает его от понятия «миросозерцание». В Феноменологии духа Георга Фридриха Вильгельма Гегеля присутствует вынесенное в заглавие понятие «морального мировоззрения» (нем. Die moralische Weltanschauung). Современное значение термин приобретает у Вильгельма Шеллинга. В качестве специальной темы мировоззрение выделяет Дильтей. В название своей работы «Мировоззрение новейшей физики» («Die Weltanschauung der modernen Physik», Lpz., 1902) вносит мировоззрение Эдуард фон Гартман. В русский язык термин попал как калька (не позже 1902 года). Вместе с тем в советское время понятие мировоззрения стало главным для понимания философии. О «монистическом мировоззрении» пишет В. И. Ленин в «Философских тетрадях». Уже в 1923 году его использует А. М. Деборин (Людвиг Фейербах. Личность и мировоззрение).

## Типы мировоззрения
Выделяют обыденное мировоззрение, научное, философское, религиозное.
С точки зрения исторического процесса выделяют следующие ведущие исторические типы мировоззрения: мифологическое, религиозное и философское.

### Мифологическое
Мифологический тип мировоззрения определяется как совокупность представлений, которые были сформированы в условиях первобытного общества на основе образного восприятия мира. Мифология имеет отношение к язычеству и является совокупностью мифов, для которой характерно одухотворение и антропоморфизация материальных предметов и явлений.
Мифологическое мировоззрение совмещает в себе сакральное (тайное, волшебное) с профанным (общедоступным). Основано на вере.
Мифы — в переводе с греческого — «повествования», «сказания». Это была первая попытка объяснить мир, различные явления природы и общества. Мифологическое мировоззрение формировалось на основе эмоционально — ассоциативного воображения. В мифе объединялись: зачатки знаний, религиозных верований, нравственные, эстетические оценки. Миф связывал прошлое с будущим, выполнял функцию духовной связи поколений.

### Религиозное
Религиозное мировоззрение основано на вере в сверхъестественные силы. Религии, в отличие от более гибкого мифа, свойственны жесткий догматизм и хорошо разработанная система моральных заповедей. Религия распространяет и поддерживает образы правильного, нравственного поведения. Велико значение религии и в сплочении людей, однако здесь её роль двойственна: объединяя людей одной конфессии, она зачастую разделяет людей разных верований.

### Философское
Философское мировоззрение определяется как системно-теоретическое. Основным отличием философского мировоззрения от мифологии является высокая роль разума: если миф опирается на эмоции и чувства, то философия — прежде всего на логику и доказательность.
Философия — (φιλία — любовь, стремление, жажда + σοφία — мудрость → др.-греч. φιλοσοφία (дословно: любовь к мудрости)) — одна из форм мировоззрения, а также одна из форм человеческой деятельности и особый способ познания, теория или наука. Философия как дисциплина изучает наиболее общие существенные характеристики и фундаментальные принципы реальности (бытия) и познания, бытия человека, отношения человека и мира.
Философия (как особый тип общественного сознания, или мировоззрения) возникла параллельно в Древней Греции, Древней Индии и Древнем Китае в так называемое «Осевое время», откуда и распространилась впоследствии по всему миру.